# Danny Burch
Martin Harris (nacido el 31 de diciembre de 1981) es un luchador profesional británico que trabajaba en la WWE en su marca NXT 2.0, bajo el nombre de Danny Burch. Ha trabajado en el circuito independiente británico bajo el nombre de Martin Stone con promociones como Insane Championship Wrestling, Frontier Wrestling Alliance y International Pro Wrestling: Reino Unido.

## Carrera

### Circuito independiente europeo (2003–2012)
Harris se formó en la Academia FWA y en la Academia Dropkixx en 2003/04; compitiendo bajo el nombre de Joe Riot en varios shows, incluido un combate para All Star Wrestling en Croydon en el verano de 2003; haciendo su primera aparición en FWA: A's Revenge - Capítulo IV al perder el esfuerzo ante Leroy Kincaide el 29 de noviembre de 2003 en Portsmouth . Harris hizo su primera aparición en la lista principal con el nombre de "Martin Stone" el 4 de septiembre de 2004, en un esfuerzo por perder a Jack Xavier en un concierto de Live in Morecambe. Stone pronto se emparejaría con su compañero de FWA: un aprendiz de Stixx y el mánager "Twisted Genius" Dean Ayass para formar el equipo de etiqueta Stixx y Stone.
Mientras aún estaba en la FWA, Stone viajó por todo el Reino Unido , compitiendo en varias otras promociones, entre ellas: International Pro Wrestling: Reino Unido , One Pro Wrestling, LDN Wrestling y Real Quality Wrestling. Stone ganó varios títulos principales en estas promociones, el más notable de los cuales sería su reinado de 15 meses como campeón de IPW: Reino Unido.
De vuelta en la FWA, Stixx y Stone capturaron rápidamente los Campeonatos de Equipos de Etiqueta de la FWA del equipo de Hampton Court (Duque de Peligro y Simmons ) el 18 de junio de 2005 en los Límites de la FWA NOAH. Stone sería despojado del título 16 meses después de no poder realizar una defensa de título obligatoria el 19 de noviembre de 2006 debido a los compromisos con IPW: Reino Unido.
La tira del título de la etiqueta ocurrió en el punto álgido de la "Guerra Civil" de FWA con IPW: Reino Unido, que vería rápidamente al entonces campeón de IPW: Reino Unido. Stone oficialmente dejará a FWA para quedarse al lado de IPW: Reino Unido. Stone lideraría la guerra contra FWA y se está preparando para enfrentar a Alex Shane, una estrella semirretirada de la FWA, en una promoción v. Promoción: el ganador se lleva todo el partido en Broxbourne el 16 de marzo de 2007. Sin embargo, este partido terminó en Orpington varias semanas después. , con Flash Barker reemplazando a un lesionado Alex Shane.
A finales de abril de 2007, Stone representó a Real Quality Wrestling en la prestigiosa Copa King of Europe, donde fue derrotado por Go Shiozaki en la primera ronda.
Durante este tiempo, Stone competiría y ganaría un torneo RQW en Not Just For Christmas para convertirse en el campeón de peso pesado de RQW. Stone derrotó a Iceman y Aviv Maayan en las dos primeras rondas antes de derrotar a Pac en la final para ganar el campeonato vacante.
En septiembre de 2007, Stone comenzó a competir regularmente por la promoción alemana Westside Xtreme Wrestling . El 26 de julio de 2008, Stone ganó el wXw Tag Team Championship junto a Doug Williams cuando los dos vencieron a AbLas (Absolute Andy y Steve Douglas) en wXw Broken Rulz VIII en Oberhausen.
En febrero de 2008, Piedra compitió Chikara 's Rey de Tríos torneo en Filadelfia , Estados Unidos , haciendo equipo con El Kartel como equipo IPW: UK, pero fueron derrotados en la segunda ronda del torneo por el Trío de Oro (Delirante , Hallowicked y Helios). El 28 de agosto de 2008, Stone derrotó a Eamon O'Neill y James Tighe para ganar el Premier Promotions Worthing Trophy.
El 13 de febrero de 2010, en el evento de Alboroto británico en Broxbourne, Martin Stone derrotó a Andy Simmonz en la final del torneo para convertirse en el primer Campeón del mundo de peso pesado de la FWA.En un discurso después del partido, se volvió contra los fanáticos y afirmó que solo estaba usando la lucha libre británica como un trampolín para un contrato de grandes cantidades de dinero en los EE. UU. Un mes más tarde, se convirtió en el líder de "The Agenda", una facción de luchadores de la FWA con objetivos similares.
El 14 de marzo de 2010 en PW101 Unstoppable en The Hubs en Sheffield. Martin Stone derrotó a otros 11 hombres en el 101 Championship Rush, el último derrotó a Martin Kirby para convertirse en el primer y único campeón de peso pesado de Pro Wrestling 101. Al regresar a Gran Bretaña en 2014, Stone desafió al Campeonato de Peso Pesado ICW de Jack Jester, pero fue derrotado.

### WWE (2011-2014)
A finales de 2011, Harris firmó con WWE e informó a su territorio de desarrollo en junio de 2012. Se le dio el bajo el nombre Danny Burch, e hizo su debut televisado para NXT Wrestling el 15 de mayo de 2013, episodio de NXT. Con una derrota ante Bray Wyatt. A partir de ese momento, Burch se usó esporádicamente como talento de mejora hasta que se informó el 30 de abril de 2014 que fue liberado por WWE.

### Total Nonstop Action Wrestling (2014–2015)
En 2014, Harris, bajo su nombre de Martin Stone, apareció en la segunda temporada de TNA British Boot Camp . El 16 de febrero de 2015, Harris compitió en TNA One Night Only: Gut Check , donde derrotó a Jessie Godderz para clasificarse para el último partido esa noche. Luego compitió en un partido de eliminación en cinco direcciones donde el ganador de ese partido ganaría una aparición en el próximo episodio de Impact Wrestling, aunque no tuvo éxito ya que el partido fue ganado por Tevita Fifita.

### Regreso a la WWE (2015-2022)

#### NXT Wrestling (2015-2022)
El 16 de julio de 2015, aunque no volvió a firmar con WWE, Stone hizo una aparición en una grabación de televisión de NXT, donde perdió con Kevin Owens. Hizo una segunda aparición en la grabación del 13 de agosto de 2015 de NXT, donde perdió ante Apollo Crews. Hizo una tercera aparición el 16 de septiembre, donde fue referido como su antiguo nombre de NXT, Danny Burch, perdiendo ante Tye Dillinger. Hizo una cuarta aparición en la grabación de NXT el 21 de octubre de 2015 , donde perdió ante James Storm. Burch hizo una nueva aparición en NXT el 13 de enero de 2016 en un esfuerzo perdido contra Tommaso Ciampa. Volvió a enfrentar a Ciampa y Johnny Gargano, junto con Rob Ryzin en la grabación de NXT del 18 de mayo, perdió de nuevo. El 14 de septiembre de 2016, durante la final clásica de peso crucero, se unió a Sean Maluta y perdió con los The Bollywood Boyz, Gurv Sihra y Harv Sihra, en un partido oscuro. El 6 de enero de 2017, la WWE anunció que Burch participará en el Torneo de Campeonato del Reino Unido WWE de 16 hombres. Burch fue eliminado en la primera ronda por Jordan Devlin. En el episodio del 19 de abril de NXT, Burch apareció en un esfuerzo por perder a Andrade "Cien" Almas. Luego aparecería en NXT como parte de la división del Reino Unido esta vez perdiendo ante la Campeón del Reino Unido WWE Pete Dunne.
A partir de agosto, Burch comenzaría una enemistad con Oney Lorcan , después de las dos victorias intercambiadas, pasaron a formar un equipo de etiqueta y pelearon con Riddick Moss y Tino Sabbatelli. A principios de 2018, participarían en el Dusty Rhodes Tag Team Classic, pero fueron eliminados en la primera ronda. El 29 de abril de 2018, Burch firmó de nuevo un contrato a tiempo completo con WWE. Burch y Lorcan se enfrentarían a The Undisputed Era en la toma de NXT TakeOver: Chicago en un esfuerzo por perder. 
En el NXT del 21 de octubre, junto a Oney Lorcan reemplazaron a The Undisputed Era(Bobby Fish & Roderick Strong) en un combate contra Breezango(Fandango & Tyler Breeze) por los Campeonatos en Parejas de NXT, siendo ayudados por Pat McFee, volviéndose heel y ganando los Campeonatos en Parejas de NXT por primera vez, uniéndose a Pat McFee en un feudo contra The Undisputed Era(Adam Cole, Bobby Fish, Kyle O'Reilly & Roderick Strong), en el NXT del 11 de noviembre, junto a Oney Lorcan derrotaron a Breezango(Fandango & Tyler Breeze)  y retuvieron los Campeonatos en Parejas de NXT. En NXT TakeOver: WarGames IV, junto a Oney Lorcan, Pete Dunne & Pat McAfee se enfrentaron a The Undisputed Era(Adam Cole, Bobby Fish, Kyle O'Reilly & Roderick Strong) en un WarGames Match, sin embargo perdieron, terminando el feudo. En el NXT del 23 de diciembre, junto a Oney Lorcan derrotaron a Drake Maverick & Killian Dain en un Street Fight Match reteniendo los Campeonatos en Parejas de NXT.

#### 205 Live (2019-2020)
El 24 de septiembre en 205 Live junto a su compañero Oney Lorcan derrotaron al Campeón Peso Crucero de la WWE Drew Gulak & Tony Nese, así ayudando a su compañero con su fuedo contra Nese, y en el 205 Live del 11 de octubre junto a Oney Lorcan derrotaron nuevamente a Drew Gulak & Tony Nese.
Compitió individualmente en el 205 Live del 6 de diciembre ante el Campeón Peso Crucero de NXT Lio Rush en una lucha no titular, donde perdió por descalicación debido a la interferencia de Angel Garza aue atacó a Lio Rush & a él.
En el 205 Live del 13 de diciembre fue derrotado por Tony Nese.
Empezando el 2020 en el 205 Live del 3 de enero fue derrotado por Ariya Daivari, durante el combate intervino un enmascarado misterioso causando que se distrajera, al final se mostró que era The Brian Kendrick, luego atacó a Burch. En el 205 Live del 13 de marzo, siendo parte del Team NXT, junto a Kushida, Tyler Breeze, Isaiah "Swerve" Scott & Oney Lorcan se enfrentaron al Team 205 Live Originals(Tony Nese, Mike Kanellis, Jack Gallagher, The Brian Kendrick & Ariya Daivari) en un 10-Man Tag Team Elimination Match, sin embargo fue el primer eliminando por Tony Nese, aunque KUSHIDA junto a Scott ganaron el combate para su equipo. La siguiente semana en 205 Live derrotó a Joaquin Wilde, en el 205 Live emitido el 3 de a abril fue derrotado por KUSHIDA y la siguiente semana en 205 Live, fue derrotado por Tony Nese. 
En el 205 Live del 22 de mayo, junto a Oney Lorcan derrotaron a Ever-Rise(Chase Parker & Matt Martel), después del combate fueron atacados por Ever-Rise y más tarde también fueron atacados por Indus Sher(Rinku & Saurav), la siguiente semana en 205 Live, fue derrotado por Tehuti Miles, en el 205 Live del 12 de junio, junto a Oney Lorcan & Isaiah "Swerve" Scott derrotaron a Jack Gallagher, Tony Nese & Tehuti Miles, durante el combate Gallagher & Nese abandonaron a Miles. En el 205 Live del 24 de julio, junto a Oney Lorcan & Mansoor derrotaron a Tehuti Miles & Ever-Rise(Chase Parker & Matt Martel), en el 205 Live del 7 de agosto, derrotó a Tony Nese, durante el combate Ariya Daivari atacó a su compañero Oney Lorcan que estaba en ringside, en el 205 Live del 28 de agosto, junto a Oney Lorcan derrotaron a Ever-Rise(Chase Parker & Matt Martel), la siguiente semana en 205 Live, junto a Oney Lorcan se enfrentaron a Ever-Rise(Chase Parker & Matt Martel), sin embargo terminó sin resultado debido a que ambos equipos fueron atacados por El Legado Del Fantasma(Santos Escobar, Joaquin Wilde & Raul Mendoza), la siguiente semana en 205 Live, junto a Oney Lorcan fueron derrotados por El Legado Del Fantasma(Joaquin Wilde & Raul Mendoza), la siguiente semana en 205 Live fue derrotado por Tony Nese, durante el combate Ariya Daivari estuvo distrayendolo, este fue su último combate en 205 Live, debido a que regresó a tiempo completo a NXT.
El 5 de enero de 2022, en una novena ronda de despidos desde que comenzara la Pandemia por COVID-19 y la primera del año, fue despedido de la empresa, junto con personal administrativos y talentos.

### Regreso al circuito independiente (2023-presente)
El 13 de enero de 2023, Stone regresó al ring tras su salida de la WWE. En su primer combate de regreso, compitió por Coastal Championship Wrestling en Kissimmee, Florida.

## Campeonatos y logros
- 4 Front Wrestling

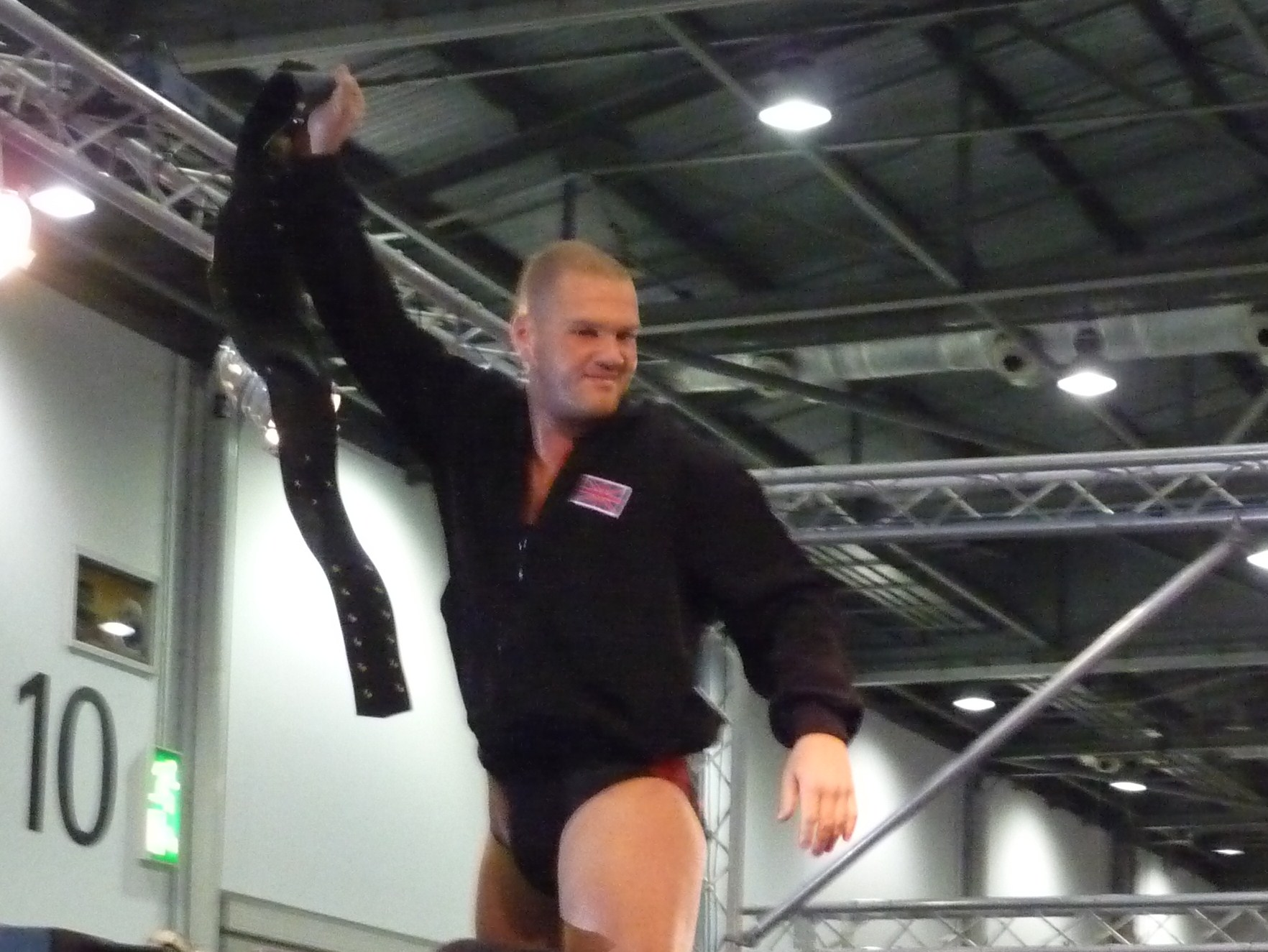
Stone como el campeón Peso Pesado de FWA en mayo de 2010

  - 4FW Heavyweight Championship (1 vez)[17]

- Atlanta Wrestling Entertainment
  - GWC Championship (1 vez)[18]

- Best of British Wrestling
  - BOBW Heavyweight Championship (1 vez)

- Frontier Wrestling Alliance
  - FWA Tag Team Championship (1 vez) – con Stixx[19]
  - FWA World Heavyweight Championship (1 vez)

- Full Impact Pro
  - FIP Florida Heritage Championship (1 vez)

- German Stampede Wrestling
  - GSW Tag Team Championship (1 vez) – con Matt Vaughn[20]

- International Pro Wrestling: United Kingdom
  - IPW:UK Championship (3 veces)[21]

- LDN Wrestling
  - LDN Championship (2 veces)

- NWA Florida Underground Wrestling
  - NWA FUW Flash Championship (1 vez)[22]

- One Pro Wrestling
  - 1PW World Heavyweight Championship (1 vez)[23]
  - 1PW Openweight Championship (1 vez)[24]

- Platinum Pro Wrestling
  - PPW Platinumweight Championship (1 vez)[25]

- Pro Wrestling 101
  - PW101 Championship (1 vez)[26]

- Pro Wrestling Illustrated
  - PWI lo clasificó como #182 de los 500 mejores luchadores de sencillos en el  PWI 500 en 2010[27]

- Real Quality Wrestling
  - RQW Heavyweight Championship (1 vez)[28]

- Premier Promotions
  - Worthing Trophy (2008)

- Revolution Pro Wrestling
  - RPW Undisputed British Tag Team Championship (1 vez) – con Joel Redman[29]

- Rock and Metal Wrestling Action
  - RAMWA Heavyweight Championship (1 vez)

- United States Wrestling Alliance (Jacksonville, FL)
  - Wrestle Bowl (2016)

- The Wrestling League
  - Wrestling League World Championship (1 vez)[30]

- Westside Xtreme Wrestling
  - wXw Tag Team Championship (1 vez) – con Doug Williams[31]

- World Xtreme Wrestling
  - WXW Tag Team Championship (1 vez) - con Jody Kristofferson[32]

- WWE
  - NXT Tag Team Championship (1 vez) - con Oney Lorcan